# Норт Слоуп (Аљаска)
Норт Слоуп (енгл. North Slope) град је у америчкој савезној држави Аљаска.

## Демографија
По попису из 2010. године број становника је 9.430, што је 2.045 (27,7%) становника више него 2000. године.
| Група                 | 2000.         | 2010.         |
| Амерички староседеоци | 5.050 (68,4%) | 5.100 (54,1%) |
| Белци                 | 1.228 (16,6%) | 3.059 (32,4%) |
| Афроамериканци        | 53 (0,7%)     | 94 (1,0%)     |
| Азијати               | 437 (5,9%)    | 425 (4,5%)    |
| Хиспаноамериканци     | 175 (2,4%)    | 249 (2,6%)    |
| Укупно                | 7.385         | 9.430         |